# Municipio de Berg
Berg (en sueco: Bergs kommun; en sami, Bïerjen tjïelte) es un municipio de la provincia de Jämtland, Suecia, en las provincias históricas de Jämtland y Härjedalen. Su sede se encuentra en la localidad de Svenstavik. El municipio actual se creó en 1971 cuando el antiguo municipio de Berg se fusionó con los municipios rurales de Övre Ljungadalen, Oviken y Rätan, así como una parte de Hackås).

## Localidades
Hay siete áreas urbanas (tätort) en el municipio:
| # | Tätort     | Población |
| - | ---------- | --------- |
| 1 | Svenstavik | 1022      |
| 2 | Hackås     | 536       |
| 3 | Myrviken   | 309       |
| 4 | Klövsjö    | 300       |
| 5 | Åsarna     | 237       |
| 6 | Hoverberg  | 217       |
| 7 | Rätan      | 199       |

## Demografía

### Desarrollo poblacional
| Gráfica de evolución demográfica de Berg entre 1810 y 2015 |
|                                                            |
| Fuente: SCB                                                |

## Ciudades hermanas
Berg esta hermanado o tiene tratado de cooperación con:
- Berg, Alemania
- Cañete, Chile